# Norra Vånga församling
Norra Vånga församling var en församling i Skara stift och i Vara kommun. Församlingen uppgick 2002 i Kvänums församling. 

## Administrativ historik
Församlingen har medeltida ursprung. Under medeltiden införlivades Stacketorps församling.
Församlingen var till 1962 moderförsamling i pastoratet (Norra) Vånga, Edsvära och Kvänum som även omfattade, till 1552 Badene och Borga församlingar och ytterligare en kort tid Balltorps församling. Från 1962 var den annexförsamling i pastoratet Kvänum, Norra Vånga, Edsvära, Jung, Öttum och Fyrunga. Församlingen uppgick 2002 i Kvänums församling.

## Organister
| Period    | Namn                     | Levnadstid | Övrigt   |
| --------- | ------------------------ | ---------- | -------- |
| 1748–1757 | Johan Hallenberg         | 1724–1791  | Organist |
| 1757–1764 | Anders Söderman          | 1736–1783  | Organist |
| 1764–     | Adam Ludvig Hammarstrand | 1741–1811  | Organist |
| 1769–1783 | Petter Wångstedt         | 1731–1806  | Organist |
| 1783–1834 | Johan Wångstedt          | 1765–1834  | Organist |
| 1835–1876 | Anders Liljeberg         | 1816–1881  | Organist |

## Kyrkor
- Norra Vånga kyrka